# El Portet
El portet és una via natural que comunica Xàtiva, capital de la comarca de la Costera al País Valencià, amb la zona de Bisquert (lloc on es concentren la majoria de xalets i cases de camp dels veïns de Xàtiva). Aquesta via es de les anomenades calçades romanes i en la seua època tenien molt d'ús i eren molt importants. Per accedir a aquesta via, la manera més natural de fer-ho és des del carrer de Sant Gaietà al sud-oest de la ciutat i el camí va pujant en sentit sud-oest fins al tram superior que fa una mena de congost o gorja i que dona pas a una altra vall. El camí continua per darrere i al llarg de la serra Vernisa fins més o menys la base de l'anomenada penya Sant Dídac, encara que abans d'arribar-hi hi ha d'altres rutes que en parteixen.
Actualment es troba en molt bon estat de conservació, està senyalitzat pels centres excursionistes com PRV-78 i és utilitzat fonamentalment per senderistes que busquen la via més curta per passar ràpidament d'una vall (la de la Costera) a una altra (la de Bisquert)o a l'inrevés.
Mentre s'hi puja pel vessant de Xàtiva es poden veure uns cudols gegants repartits per la falda de la muntanya, els quals es considera formen part dels despreniments ocorreguts el 1748 a causa d'un terratrèmol de bastant intensitat que afecta a diverses comarques centrals del País Valencià.
També podem destacar la cova que a l'esquerra del nostre recorregut trobarem a l'inici de l'últim tram del Portet. Esta cova, quadrada i quasi entrant en vertical, està excavada en la dura pedra i se la coneix com a Cova dels dos ulls.